# آنارشیسم در ژاپن

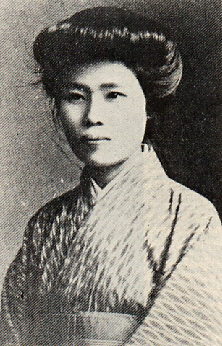
کانو سوگا، روزنامه‌نگار فمینیست آنارشیست ژاپنی، در سال ۱۹۱۱ با توطئه علیه امپراتور به دار آویخته شد.

آنارشیسم در ژاپن (انگلیسی: Anarchism in Japan) همزمان با شروع ترجمه ادبیات آنارشیست غربی به ژاپنی، در اواخر قرن ۱۹ و اوایل قرن ۲۰ ظهور کرد. علی‌رغم سرکوب توسط دولت که به ویژه در طی دو جنگ جهانی سخت‌تر شد، در طول قرن ۲۰ به اشکال مختلف وجود داشت و در دهه ۱۹۲۰ با سازمان‌هایی مانند کوکورن و زنکوکو جیرن به اوج خود رسید.